# 裏切りのKiSS
裏切りのKiSS（うらぎりのキス、Judas kiss)は、1998年のアメリカの犯罪映画。原題の「ユダのキス」とは、見せかけの好意を意味する言葉。

## あらすじ
ココ・チャベス率いる4人の犯罪グループによって、コンピューター会社の社長が誘拐された。グループは400万ドルの身代金を要求するが、彼らは誤ってタカ派の上院議員の妻を殺害してしまう。警察官のフリードマンと探偵のホーキンスが捜査を始める一方で、ココらは上院議員夫人を殺した罪悪感に悩まされる。
話が展開するにつれて、夫人の殺害は偶然ではなかったことが判明する。

## キャスト
※カッコ内は吹替版キャスト（ゴンゾ発売のVHSに収録）
- ココ：カーラ・グギーノ（谷川清美）
- ルーベン：ティル・シュヴァイガー（西凛太朗）
- リザード：ギル・ベローズ（山本健翔）
- フリードマン：アラン・リックマン（立川三貴）
- ホーキンス：エマ・トンプソン（唐沢潤）
- ホーンベック上院議員：ハル・ホルブルック（平野稔）

日本語版その他声の出演：木下浩之、諸角憲一、佐々木敏、竹本純平、梶原美樹、伊藤昌一、大原真理子、松井範雄、宗英徳、荒川大三郎、大野領子